# Barrage de Longyangxia
Le barrage de Longyangxia est un barrage dans le Qinghai en Chine sur le fleuve Jaune. Il est associé à une centrale hydroélectrique de 1 280 MW (4 turbines de 320 MW). Sa construction a débuté en 1976 et s'est terminé en 1992.
Cette centrale est associée à une centrale photovoltaïque de 320 MW mise en service en 2013, couvrant une superficie de 9 km2, qui est connectée directement à l’une des turbines au moyen d’une ligne de transport de 330 kV. Comme il s’agit d’une des plus grandes centrales photovoltaïques solaires du monde, sans le contrepoids énergétique de la turbine hydroélectrique de Longyangxia, elle pourrait poser un grave problème pour la stabilité du réseau. La mise au point d’un système de contrôle d’exploitation intégré pour les centrales photovoltaïque et hydroélectrique, qui permet en fait à la centrale photovoltaïque de fonctionner comme la cinquième turbine de Longyangxia, permet une compensation quasi immédiate entre les productions hydroélectrique et photovoltaïque. L’ajout du parc solaire améliore également
l’efficacité d’exploitation de la centrale hydroélectrique : la province de Qinghai est aride et l’eau est une ressource rare ; le réservoir de Longyangxia ne rejette l’eau qu’avec parcimonie ; avec l’ajout du parc solaire, la centrale hydroélectrique a pu accroître son efficacité économique et optimiser l’utilisation de sa capacité annuelle. Une phase 2 de construction de la centrale photovoltaïque a commencé en août 2014 et se terminera à la fin de 2015, portant sa capacité à 530 MW.